# Episodi di The Star and the Story (prima stagione)
La prima stagione della serie televisiva The Star and the Story è andata in onda negli Stati Uniti dall'8 gennaio 1955 al 16 luglio 1955 in syndication.
| nº | Titolo originale                         | Prima TV USA     |
| -- | ---------------------------------------- | ---------------- |
| 1  | Dark Stranger                            | 8 gennaio 1955   |
| 2  | Honolulu                                 | 15 gennaio 1955  |
| 3  | The Lie                                  | 22 gennaio 1955  |
| 4  | Ferry to Fox Island                      | 29 gennaio 1955  |
| 5  | Safe Journey                             | 5 febbraio 1955  |
| 6  | Brief Affair                             | 12 febbraio 1955 |
| 7  | Louise                                   | 19 febbraio 1955 |
| 8  | Total Recall                             | 26 febbraio 1955 |
| 9  | The Back to Beyond                       | 5 marzo 1955     |
| 10 | The Great Shinin' Saucer of Paddy Faneen | 12 marzo 1955    |
| 11 | The Round Dozen                          | 19 marzo 1955    |
| 12 | First Offense                            | 26 marzo 1955    |
| 13 | A Matter of Courage                      | 2 aprile 1955    |
| 14 | Her Crowning Glory                       | 9 aprile 1955    |
| 15 | The Unforgivable                         | 16 aprile 1955   |
| 16 | The Lady's Game                          | 23 aprile 1955   |
| 17 | Virtue                                   | 30 aprile 1955   |
| 18 | Hand to Hand                             | 14 maggio 1955   |
| 19 | Newspaper Man                            | 21 maggio 1955   |
| 20 | The Treasure                             | 28 maggio 1955   |
| 21 | Desert Story                             | 4 giugno 1955    |
| 22 | The True Confessions of Henry Pell       | 11 giugno 1955   |
| 23 | The Norther                              | 16 luglio 1955   |

## Dark Stranger
- Prima televisiva: 8 gennaio 1955

### Trama
- Guest star: Edmond O'Brien (Ray Ericson), Joanne Woodward (Jill Andrews), Evelyn Ankers (Ruth McCabe), Dan Tobin (Don Shaw)

## Honolulu
- Prima televisiva: 15 gennaio 1955

### Trama
- Guest star: Frank Lovejoy (dottor Philip Martin)

## The Lie
- Prima televisiva: 22 gennaio 1955

### Trama
- Guest star: Salvador Baguez, Ted Bliss, Dan Duryea (Jim Ripley), Beverly Garland, Nancy Matthews, Mack Williams

## Ferry to Fox Island
- Prima televisiva: 29 gennaio 1955

### Trama
- Guest star: Jan Sterling

## Safe Journey
- Prima televisiva: 5 febbraio 1955

### Trama
- Guest star: Joan Banks (Marie), James Edwards (Porter), Harry Harvey (conducente), Richard Karlan (Gunther), Jack Kelly (detective), Frank Lovejoy (Sam Neeley), Danni Sue Nolan (cameriera)

## Brief Affair
- Prima televisiva: 12 febbraio 1955

### Trama
- Guest star: Joanne Dru (Pat Lowry), Craig Stevens (Richard Lowry), Whitfield Connor (Cory), Dick Simmons (dottore), Lorna Thayer (Mrs. Hanson), Maura Murphy (Arliss Mathews), Jerrilyn Flannery (Cindy Lowry), Walter 'PeeWee' Flannery (Kenny Lowry)

## Louise
- Prima televisiva: 19 febbraio 1955

### Trama
- Guest star: Judith Anderson, George Macready

## Total Recall
- Prima televisiva: 26 febbraio 1955

### Trama
- Guest star: William Lundigan (Edward Mansell), Mary Anderson (Joan Mansell), Don Haggerty (padre Beale), Ross Elliott (Barrington Howard), Howard Negley (sceriffo Morrison Owen)

## The Back to Beyond
- Prima televisiva: 5 marzo 1955

### Trama
- Guest star: John Hamilton (Fraser), Robin Hughes (Tom Clark), George Macready (Roger Saffrey), Leonard Mudie (Gannon), Alexis Smith (Violet Saffrey), Victor Sen Yung (Peng)

## The Great Shinin' Saucer of Paddy Faneen
- Prima televisiva: 12 marzo 1955

### Trama
- Guest star: Edmund Gwenn (Paddy Fineen), Arthur Shields (Fogerty), Sheila Connolly (Sheila Connolly), James O'Hara (Terry McGinnis), Harry Shannon (Tim McGinnis), Marjorie Bennett (Molly Faneen), Oliver Blake (Stranger), Alex Frazer (constable O'Brien)

## The Round Dozen
- Prima televisiva: 19 marzo 1955

### Trama
- Guest star: Brian Aherne (Crane Douglas)

## First Offense
- Prima televisiva: 26 marzo 1955

### Trama
- Guest star: Howard Duff (Malcolm Rainey), Maxine Cooper (Mary Rainey), Robert Osterloh (ufficiale Art Canelli), Russ Conway (Parole Officer Ellis), Edgar Dearing (Warden), Robert Bice (detective), Mack Williams (avvocato), Shirley O'Hara (Mrs. Canelli), George Eldredge (Jensen)

## A Matter of Courage
- Prima televisiva: 2 aprile 1955

### Trama
- Guest star: Jan Arvan (Jose), Keefe Brasselle (Ed Fielding), Edward Colmans (locandiere), Robert Cornthwaite (Guide), Marianne Stewart (Melissa), Felipe Turich (Gypsy)

## Her Crowning Glory
- Prima televisiva: 9 aprile 1955

### Trama
- Guest star: Mabel Albertson (Winnifred Phillips), Douglas Kennedy (Glenn Booth), John Litel (Emery Summers), Maudie Prickett (Saleslady), Teresa Wright (Terry Spencer)

## The Unforgivable
- Prima televisiva: 16 aprile 1955

### Trama
- Guest star: Thomas Mitchell (Victor Parry), Nancy Gates (Kathleen Parry), Ralph Moody (Andy - Gardner), Craig Hill (Douglas Koval), Michael Whalen (Tom Blake), Bill Walker (Wilson - Butler), Anna Lee Carroll (Miss Parker), Alan Reynolds (dottore)

## The Lady's Game
- Prima televisiva: 23 aprile 1955

### Trama
- Guest star: Nana Bryant (Lady Agatha Hallstone), Alberto Carrière (croupier), Laurie Carroll (Fifi), Charles Coburn (Gen Sir Arthur Humprey 'Daddles' Hallstone (Ret.), Linda Danson (Model), Taylor Holmes (generale 'Binky' Rumble), Peter Norman (fotografo)

## Virtue
- Prima televisiva: 30 aprile 1955

### Trama
- Guest star: Judith Anderson (Margaret Bishop)

## Hand to Hand
- Prima televisiva: 14 maggio 1955

### Trama
- Guest star: Zachary Scott (Carlos Martial), Larry Crane (Jose Martial), Lou Krugman (Cabral), Harry Bartell (Citron), Philip Van Zandt (Alvaro), Edward Colmans (Gomez), Salvador Baguez (Barber), Budd Moss (Luis), Joseph Granby (padre Martial), Belle Mitchell (Mother Martial)

## Newspaper Man
- Prima televisiva: 21 maggio 1955

### Trama
- Guest star: John Cliff, Marjorie Lord (Joan), Peggy Maley (Lorna Hastings), Bud Moss (Luis), Pat O'Brien (Larry Johnson), Eddie Parker, Richard Reeves (Big Jim Breteney), Hugh Sanders (tenente Hendricks), Ted Stanhope

## The Treasure
- Prima televisiva: 28 maggio 1955

### Trama
- Guest star: Angela Lansbury (Mrs. Jane Pritchard), Hillary Brooke (Diana Blair), Philip Ober (Richard Harenger), John Wengraf (Consul Philippe Le Petran), Dorothy Adams (Mrs. O'Brien)

## Desert Story
- Prima televisiva: 4 giugno 1955

### Trama
- Guest star: Cheryl Callaway, Anthony Caruso, Tristram Coffin, Walter Coy, Herbert Lytton, James Seay, Jan Sterling (Paula Vaughan)

## The True Confessions of Henry Pell
- Prima televisiva: 11 giugno 1955

### Trama
- Guest star: Howard Duff (Henry Pell), Carole Mathews (Nancy Remsen), Randy Stuart (Lucille Pell), Mira McKinney (Mrs. Remsen), Leo Curley (Mr. Remsen), Robin Hughes (Count d'Alba), Karen Green (Margo Pell), Tina Thompson (Ginger Pell), Charles Cane (Watchman), Gayle Kellogg (Young Man)

## The Norther
- Prima televisiva: 16 luglio 1955

### Trama
- Guest star: Robert Crosson, Jim Hayward, Peggy Maley, Stephen McNally (Marshal Matt Galt), B.G. Norman, Hank Patterson, Hugh Sanders, Lee Van Cleef